# Aérodrome Ricardo García Posada
Pour les articles homonymes, voir Ricardo García (homonymie) et García.
L'aérodrome Ricardo Garcia Posada, anciennement connu comme El Salvador Bajo Airport (code IATA : ESR • code OACI : SCES), est un aéroport d'El Salvador, au Chili.

## Situation

### Carte des aéroports du Chili
| \| 100 km1:8 652 000 \| Porvenir El Salvador La Serena Mocopulli Valdivia Pucón Puerto Montt Puerto Williams Antofagasta Arica El Loa Iquique Osorno Balmaceda Araucanie Désert de l'Atacama Santiago Concepcion Île de Pâques Punta Arenas |
| 100 km1:8 652 000 |

## Compagnies et destinations
| Compagnies  | Destinations                                                              |
| ----------- | ------------------------------------------------------------------------- |
| Sky Airline | Antofagasta, Copiapó-Désert de l'Atacama, Santiago du Chili-A.-M.-Benítez |